# Берестовое (Старобешевский район)
Берестовое (укр. Берестове) — село на Украине, находится в Старобешевском районе Донецкой области. Под контролем самопровозглашённой Донецкой Народной Республики.

## География
К востоку и югу от населённого пункта проходит граница между Украиной и Россией.

#### Соседние населённые пункты по странам света
С: Культура
СЗ: Кумачово
СВ: Ульяновское
З: Лужки, Победа
В: —
ЮЗ: Глинка
ЮВ: —
Ю: — 

## История
Решением Сталинского облисполкома № 197 от 30.05.1958 г. село Ново-Хопрово переименовано в Берестовое.

## Население
Население по переписи 2001 года составляло 47 человек.

## Общие сведения
Код КОАТУУ — 1424581802. Почтовый индекс — 87260. Телефонный код — 6253.

## Адрес местного совета
87260, Донецкая область, Старобешевский р-н, с. Кумачово, ул. Ручко, 1